# Wilhelm Radloff
Friedrich Wilhelm Radloff, född den 17 januari 1837 i Berlin, död den 26 maj 1918 i Sankt Petersburg, var en tysk språkforskare.
Radloff gjorde på 1860-talet vidsträckta resor i Sibirien för att studera där boende turkiska stammars språk, var 1871-84 inspektör för muslimska skolor i Kazan samt blev 1884 direktör för asiatiska museet i Petersburg och ledamot av
Vetenskapsakademien. 
Av hans språkliga arbeten kan nämnas Proben der volksliteratur der türkischen stämme Süd-Sibiriens (text och översättning, 9 band, 1866-1904), Vergleichende grammatik der nördlichen türksprachen (I, fonetik, 1882-83), Versuch eines wörterbuchs der türkdialekte (1888-1905), varjämte han i faksimile, transkription och översättning utgav den uiguriska handskriften "Kudatku bilik" (1890
ff.). 
Av etnografiskt och geografiskt innehåll är Ethnographische übersicht der türkstämme Sibiriens und der Mongolei (1883), Ethnographische übersicht über die türkischen stämme des südlichen Sibiriens und der Dzungarei (1888) med flera.